# Tovariaceae
Tovariaceae is een botanische naam, voor een familie van tweezaadlobbige planten. Een familie onder deze naam wordt vrij regelmatig erkend door systemen van plantentaxonomie, en zo ook door het APG-systeem (1998) en het APG II-systeem (2003).
Het gaat het om een kleine familie van slechts één geslacht, Tovaria.
In het Cronquist systeem (1981) werd deze familie ingedeeld in de orde Capparales.